# 람라만
람라만(몰타어: Ir-Ramla l-Ħamra, "붉은 모래")은 몰타 제도 고조섬에 있는 붉은색 모래 해변이 있는 만이다. 이 만은 섬의 북동쪽 해안에 위치하며, 마르살포른과 산 블라스 만 사이에 있다. 가장 가까운 마을은 샤라이다.

## 개발 허가
2007년 6월 6일, 몰타 환경 기획청(MEPA)은 문화유산 감독관, 노동당, 대안 민주당 및 몰타의 주요 환경 단체들의 반대에도 불구하고 칼립소 동굴 옆에 23채의 빌라 건설을 승인했다. MEPA는 개발에 대한 환경 영향 평가를 요구하지 않았고, 이로 인해 그들의 사퇴 요구가 빗발쳤다. 이 사건은 유럽 연합 환경 담당 집행위원인 스타브로스 디마스에게 보고될 예정이었다. 고고학자들이 개발에 반대하지 않았다는 주장은, 보고서가 대규모 건물 프로젝트가 아닌 유산 탐방로 홍보를 돕기 위한 것이라고 들었던 동일한 컨설턴트들에 의해 반박되었다.